# Записки на младия лекар (сериал)
Записки на младия лекар е британска черна комедия, адаптирана от автобиографичните произведения на руския автор Михаил Булгаков.
Събитията се случват в Русия през периода 1917-18 г. и разказва историята на един доктор, който си спомня времената, в които е практикувал занаята си в болницата на едно малко селце и показва зависимостта на главния герой от морфинa. В ролите на главния герой са Джон Хам и Даниъл Радклиф.
Кентън Алън и Джон Хам са продуценти на сериала.